# Polarización electromagnética

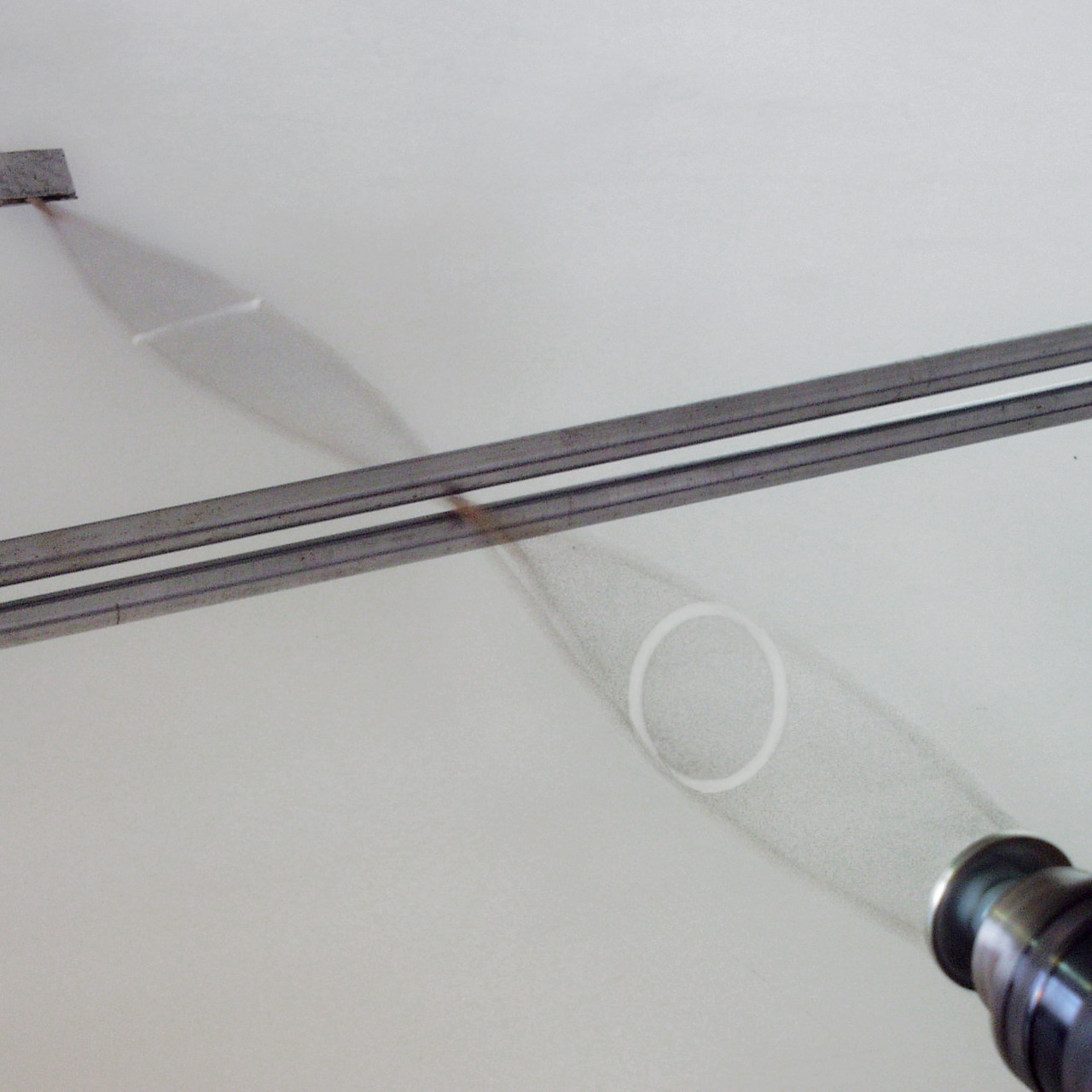
Polarización circular en hilo de goma, convertida a polarización lineal

La polarización electromagnética es una propiedad de las ondas que pueden oscilar con más de una orientación. Esto se refiere normalmente a las llamadas ondas transversales, en particular se suele hablar de las ondas electromagnéticas, aunque también se puede dar en ondas mecánicas transversales. Por otra parte, las ondas de sonido en un gas o líquido son ondas exclusivamente longitudinales en la que la oscilación va siempre en la dirección de la onda;  por lo que no se habla de polarización en este tipo de ondas. Las ondas transversales que exhiben polarización incluyen ondas electromagnéticas como la luz y las ondas de radio, ondas gravitacionales y ondas sonoras transversales (ondas de cizallamiento) en sólidos. 
Una onda electromagnética como la luz consiste en un campo eléctrico oscilante acoplado y un campo magnético siempre perpendicular; por convención, la "polarización" de las ondas electromagnéticas se refiere a la dirección del campo eléctrico. En la polarización lineal, los campos oscilan en una sola dirección. En la polarización circular o elíptica, los campos giran a una velocidad constante en un plano a medida que la onda viaja. La rotación puede tener dos direcciones posibles; si los campos giran en un sentido de la mano derecha con respecto a la dirección del desplazamiento de la onda, se denomina polarización circular derecha, mientras que si los campos giran en un sentido de la mano izquierda, se denomina polarización circular izquierda.
La luz u otra radiación electromagnética de muchas fuentes, como el sol, las llamas y las lámparas incandescentes, consiste en trenes de onda corta con una mezcla igual de polarizaciones; esto se denomina luz no polarizada. La luz polarizada puede producirse al pasar luz no polarizada a través de un polarizador, lo que permite el paso de ondas de una sola polarización. Los materiales ópticos más comunes (como el vidrio) son isotrópicos y no afectan la polarización de la luz que pasa a través de ellos; sin embargo, algunos materiales (aquellos que exhiben birrefringencia, dicroísmo o actividad óptica) pueden cambiar la polarización de la luz. Algunos de ellos se utilizan para fabricar filtros polarizantes. La luz también está parcialmente polarizada cuando se refleja desde una superficie.
Según la mecánica cuántica, las ondas electromagnéticas también pueden verse como corrientes de partículas llamadas fotones. Cuando se ve de esta manera, la polarización de una onda electromagnética está determinada por una propiedad mecánica cuántica de los fotones llamada espin Un fotón tiene uno de dos posibles spins: puede girar en el sentido de la mano derecha o en el sentido de la mano izquierda sobre su dirección de viaje. Las ondas electromagnéticas de polarización circular están compuestas de fotones con un solo tipo de espín, ya sea a la derecha o a la izquierda. Las ondas polarizadas linealmente consisten en fotones que se encuentran en una superposición de estados polarizados circularmente a derecha e izquierda, con igual amplitud y fases sincronizadas para dar oscilación en un plano.
La polarización es un parámetro importante en áreas de la ciencia relacionadas con las ondas transversales, como la óptica, la sismología, la radio y las microondas. Se ven especialmente afectadas tecnologías como los láseres, las telecomunicaciones inalámbricas y de fibra óptica y los radares.
En una onda electromagnética, tanto el campo eléctrico y el campo magnético son oscilantes, pero en diferentes direcciones; ambas perpendiculares entre sí y perpendiculares a la dirección de propagación de la onda; por convención, el plano de polarización de la luz se refiere a la polarización del campo eléctrico.

Una onda electromagnética polarizada. Las oscilaciones del campo eléctrico solo se producen en el plano del tiempo, son perpendiculares a las oscilaciones del campo magnético, y ambas son perpendiculares a la dirección de propagación de la onda.

## Campo eléctrico y campo magnético de una onda electromagnética
Una onda electromagnética es una onda transversal compuesta por un campo eléctrico y un campo magnético simultáneamente. Ambos campos oscilan perpendicularmente entre sí; las ecuaciones de Maxwell modelan este comportamiento.
Habitualmente se decide por convenio que para el estudio de la polarización electromagnética se atienda exclusivamente al campo eléctrico, ignorando el campo magnético, ya que el vector de campo magnético puede obtenerse a partir del vector de campo eléctrico, pues es perpendicular y proporcional a él.

## Polarización de ondas planas
Un ejemplo sencillo para visualizar la polarización es el de una onda plana, que es una buena aproximación de la mayoría de las ondas luminosas. 

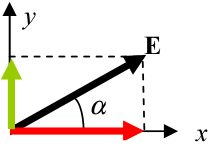
Descomposición del vector de campo eléctrico en dos componentes.

En un punto determinado la onda del campo eléctrico puede tener dos componentes vectoriales perpendiculares (transversales) a la dirección de propagación. Las dos componentes vectoriales transversales varían su amplitud con el tiempo, y la suma de ambas va trazando una figura geométrica. Si dicha figura es una recta, la polarización se denomina lineal; si es un círculo, la polarización es circular; y si es una elipse, la polarización es elíptica.
Si la onda electromagnética es una onda armónica simple, como en el caso de una luz monocromática, en que la amplitud del vector de campo eléctrico varía de manera sinusoidal, los dos componentes tienen exactamente la misma frecuencia. Sin embargo, estos componentes tienen otras dos características de definición que pueden ser diferentes. Primero, los dos componentes pueden no tener la misma amplitud. Segundo, los dos componentes pueden no tener la misma fase, es decir, pueden no alcanzar sus máximos y mínimos al mismo tiempo.

## Tipos de polarización
La forma trazada sobre un plano fijo por un vector de campo eléctrico de una onda plana que pasa sobre él es una curva de Lissajous y puede utilizarse para describir el tipo de polarización de la onda. Las siguientes figuras muestran algunos ejemplos de la variación del vector de campo eléctrico (azul) con el tiempo (el eje vertical), con sus componentes X e Y (roja/izquierda y verde/derecha), y la trayectoria trazada por la punta del vector en el plano (púrpura). Cada uno de los tres ejemplos corresponde a un tipo de polarización.
En la figura de la izquierda, la polarización es lineal y la oscilación del plano perpendicular a la dirección de propagación se produce a lo largo de una línea recta. Se puede representar cada oscilación descomponiéndola en dos ejes X y Y. La polarización lineal se produce cuando ambas componentes están en fase (con un ángulo de desfase nulo, cuando ambas componentes alcanzan sus máximos y mínimos simultáneamente) o en contrafase (con un ángulo de desfase de 180°, cuando cada una de las componentes alcanza sus máximos a la vez que la otra alcanza sus mínimos). La relación entre las amplitudes de ambas componentes determina la dirección de la oscilación, que es la dirección de la polarización lineal. 
En la figura central, las dos componentes ortogonales tienen exactamente la misma amplitud y están desfasadas exactamente 90°. En este caso, una componente se anula cuando la otra componente alcanza su amplitud máxima o mínima. Existen dos relaciones posibles que satisfacen esta exigencia, de forma que la componente x puede estar 90° adelantada o retrasada respecto a la componente Y. El sentido (horario o antihorario) en el que gira el campo eléctrico depende de cuál de estas dos relaciones se dé. En este caso especial, la trayectoria trazada en el plano por la punta del vector de campo eléctrico tiene la forma de una circunferencia, por lo que en este caso se habla de polarización circular.
En la figura de la derecha, se representa la polarización elíptica. Este tipo de polarización corresponde a cualquier otro caso diferente a los anteriores, es decir, las dos componentes tienen distintas amplitudes y el ángulo de desfase entre ellas es diferente a 0° y a 180° (no están en fase ni en contrafase).

### Cómo determinar la polarización de una onda plana
Para averiguar el tipo de polarización de la onda, es necesario analizar el campo (eléctrico o magnético). El análisis se realizará para el campo eléctrico, pero es similar al del campo magnético.
Si el campo eléctrico es de la forma:
{\displaystyle {\overrightarrow {E}}={\overrightarrow {E_{0}}}\cdot {e}^{j\cdot ({\vec {k}}\cdot {\vec {r}}\pm \omega \cdot {t})}}
La amplitud de la onda, {\displaystyle {\overrightarrow {E_{0}}}}, va siempre en la dirección de polarización de la onda. Es por ello por lo que se hace necesario analizar {\displaystyle {\overrightarrow {E_{0}}}} para ver qué tipo de polarización se tiene.
Se puede descomponer {\displaystyle {\overrightarrow {E_{0}}}} como suma de un vector paralelo al plano de incidencia y otro vector perpendicular a dicho plano:
{\displaystyle {\overrightarrow {E_{0}}}=E_{0||}\cdot {e}^{j\cdot {\theta _{||}}}\cdot {\vec {u_{||}}}+E_{0\perp }\cdot {e}^{j\cdot {\theta _{\perp }}}\cdot {\vec {u_{\perp }}}}
donde el símbolo || se usa para las componentes paralelas, mientras que {\displaystyle \perp } es para las componentes perpendiculares. Los vectores u, son vectores unitarios en la dirección que indican sus subíndices (paralela o perpendicular al plano de incidencia).

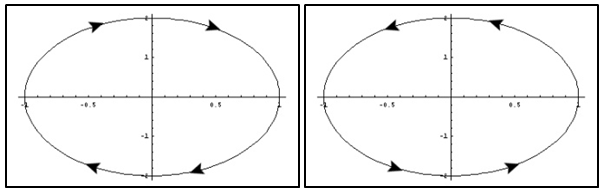
Representación de los casos de polarización elíptica: Polarización elíptica dextrógira (gira en sentido de las agujas del reloj) y Polarización elíptica levógira (gira en sentido contrario a las agujas del reloj).

Se realiza la diferencia {\displaystyle \theta _{||}-\theta _{\perp }} y según el resultado se tendrá:
- Polarización lineal si la diferencia es 0 o un múltiplo entero (positivo o negativo) de {\displaystyle \pi }.
- Polarización circular si la diferencia es un múltiplo entero impar (positivo o negativo) de {\displaystyle {\frac {\pi }{2}}}. En este caso se cumple, además, que {\displaystyle E_{0||}=E_{0\perp }}.
- En el resto de casos se producirá polarización elíptica.

Es posible conocer, en el caso de polarización elíptica, el sentido de giro de la polarización de la onda. A partir de la diferencia anterior se puede obtener fácilmente:
- Si {\displaystyle \theta _{||}-\theta _{\perp }<0} se trata de polarización elíptica levógira o helicidad negativa.
- Si {\displaystyle \theta _{||}-\theta _{\perp }>0} se trata de polarización elíptica dextrógira o helicidad positiva.

## Radiación incoherente
En la naturaleza, la radiación electromagnética es producida a menudo por un gran conjunto de emisores individuales, cada uno de los cuales da lugar a un tren de ondas independiente. Este tipo de luz se llama incoherente. En general, no hay una única frecuencia sino un espectro de frecuencias y, aunque sea filtrado a una arbitraria y estrecha gama de frecuencias, puede no haber un estado constante y uniforme de polarización. Sin embargo, esto no significa que la polarización sea solamente una característica de la radiación coherente. La radiación incoherente puede demostrar la correlación estadística entre las componentes del campo eléctrico. Esta correlación se puede interpretar como polarización parcial. En general, se puede describir un campo ondulatorio como la suma de una parte totalmente incoherente (sin correlaciones) y de una parte totalmente polarizada. Entonces se puede describir la luz en términos del grado de polarización y los parámetros de la elipse de polarización.

## Obtención de luz polarizada
Se explicarán brevemente algunos de los procedimientos experimentales que permiten la obtención de luz polarizada a partir de una emisión de luz natural. Para obtener luz polarizada linealmente se hace que el vector eléctrico vibre en un único plano (plano de polarización) de los que contienen la dirección de propagación. 
Existen varios métodos para obtener luz polarizada: absorción selectiva, por reflexión, refracción y por difusión.

### Polarización por absorción selectiva
Algunos materiales absorben selectivamente una de las componentes transversales del campo eléctrico de una onda. Esta propiedad se denomina dicroísmo. La luz experimenta una absorción en ciertos estados de polarización. El término dicroísmo proviene de las observaciones realizadas en épocas muy tempranas de la teoría óptica sobre ciertos cristales, tales como la turmalina. En estos cristales, el efecto del dicroísmo varía en gran medida con la longitud de onda de la luz, haciendo que aparezcan diferentes colores asociados a la visión de diferentes colores con diferentes planos de polarización. Este efecto es también denominado pleocroísmo, y la técnica se emplea en mineralogía para identificar los diferentes minerales. En algunos materiales, tales como la herapatita (sulfato de iodoquinina) o las capas Polaroid, el efecto no es tan fuertemente dependiente de la longitud de onda, y ésta es la razón por la que el término dicroico se emplea muy poco.
El dicroísmo ocurre también como fenómeno óptico en los cristales líquidos debido en parte a la anisotropía óptica que presentan las estructuras moleculares de estos materiales. A este efecto se le denominó posteriormente "efecto huésped-invitado" (guest-host effect en inglés).

Ángulo de Brewster.

### Polarización por reflexión
Al reflejarse un haz de luz no polarizado sobre una superficie, la luz reflejada sufre una polarización parcial de forma que el componente del campo eléctrico perpendicular al plano de incidencia (plano que contiene la dirección del rayo de incidencia y el vector normal a la superficie de incidencia) tiene mayor amplitud que el componente contenido en el plano de incidencia.
Cuando la luz incide sobre una superficie no absorbente con un determinado ángulo, el componente del campo eléctrico paralelo al plano de incidencia no es reflejado. Este ángulo, conocido como ángulo de Brewster, en honor del físico británico David Brewster, se alcanza cuando el rayo reflejado es perpendicular al rayo refractado. La tangente del ángulo de Brewster es igual a la relación entre los índices de refracción del segundo y el primer medio.

### Polarización por birrefringencia

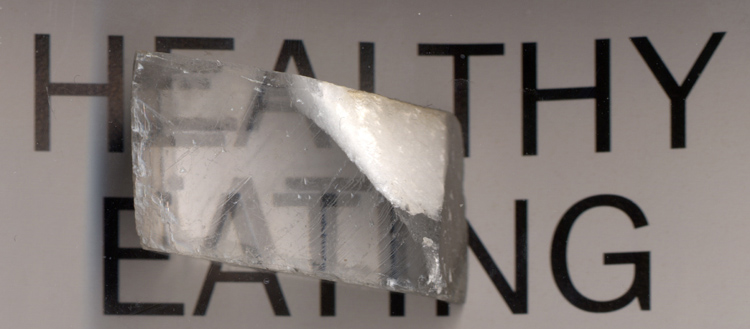
Birrefringencia en un cristal de calcita.

La birrefringencia o doble refracción es una propiedad de ciertos cuerpos, como el espato de Islandia, de desdoblar un rayo de luz incidente en dos rayos linealmente polarizados de manera perpendicular entre sí como si el material tuviera dos índices de refracción distintos.
La primera de las dos direcciones sigue las leyes normales de la refracción y se llama rayo ordinario; la otra tiene una velocidad y un índice de refracción variables y se llama rayo extraordinario. Este fenómeno solo puede ocurrir si la estructura del material es anisótropa. Si el material tiene un solo eje de anisotropía, (es decir es uniaxial), la birrefringencia puede formalizarse asignando dos índices de refracción diferentes al material para las distintas polarizaciones.
La birrefringencia está cuantificada por la relación:
{\displaystyle \Delta n=n_{e}-n_{o}\,}
donde no y ne son los índices de refracción para las polarizaciones perpendicular (rayo ordinario) y paralela al eje de anisotropía (rayo extraordinario), respectivamente.
La birrefringencia puede también aparecer en materiales magnéticos, pero variaciones sustanciales en la permeabilidad magnética de materiales son raras a las frecuencias ópticas. El papel de celofán es un material birrefringente común.

## Polarización en naturaleza, ciencia, y tecnología

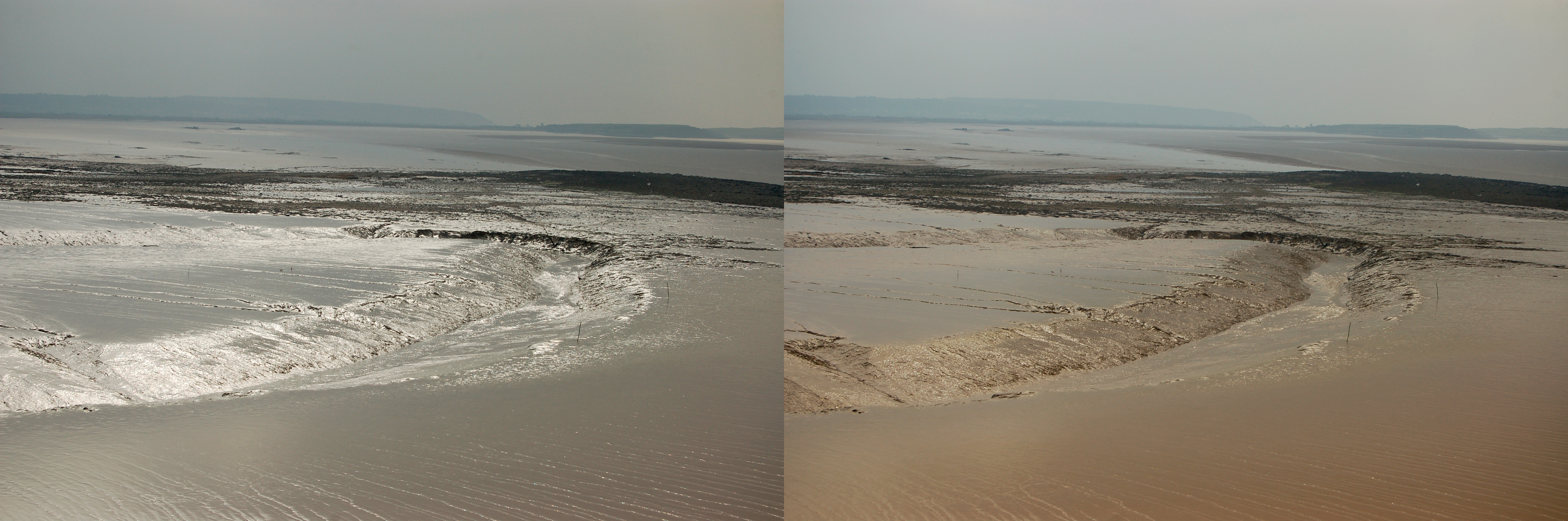
Efecto de un polarizador sobre la reflexión en el fango. En la imagen de la izquierda, el polarizador está girado para transmitir las reflexiones. Al girar el polarizador 90º (imagen de la derecha) casi toda la luz del sol reflejada es bloqueada.

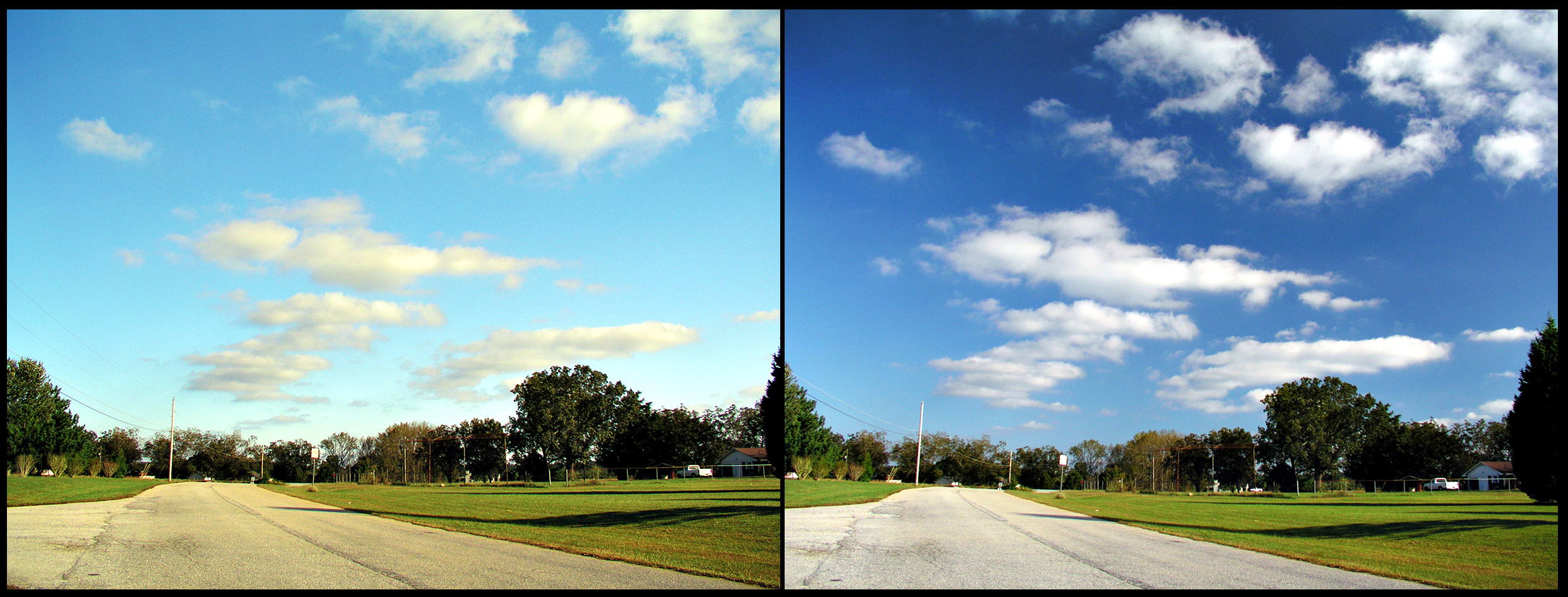
Efecto de un filtro polarizador sobre la imagen del cielo en una fotografía en color. La imagen de la derecha se ha realizado utilizando un filtro polarizador.

### Efectos de la polarización en la vida diaria
La luz reflejada sobre materiales brillantes transparentes es parcial o totalmente polarizada, excepto cuando la luz incide en dirección normal (perpendicular) a la superficie reflectante. Un filtro polarizador, como el de unas gafas de sol polarizada, puede utilizarse para observar este fenómeno haciendo girar el filtro y mirando a través de él. Para determinados ángulos, se atenuará la luz o será totalmente bloqueada. Los filtros polarizadores bloquean el paso de luz polarizada a 90° respecto al plano polarizador del filtro. Si dos filtros polarizadores (polarizador y analizador) se colocan uno en frente del otro de forma que ambos sean atravesados por un haz de luz que no estaba polarizado previamente, la intensidad luminosa del haz que sale del segundo filtro será proporcional al coseno del ángulo que forman los planos polarizadores de ambos filtros entre sí. Si ese ángulo es de 90°, el paso de la luz es bloqueado.
La luz procedente del reflejo sobre el agua está fuertemente polarizada, de modo que si se quiere reducir la intensidad del reflejo del agua en una fotografía se debe utilizar un filtro polarizador orientado en un ángulo de polarización adecuado, dependiendo del efecto que se quiera obtener en la imagen.
La polarización por dispersión puede observarse cuando la luz pasa por la atmósfera de la Tierra. La dispersión de la luz produce el resplandor y el color cuando el cielo está despejado. Esta polarización parcial de la luz dispersada puede ser usada para oscurecer el cielo en fotografías, aumentando el contraste. Este efecto es fácil de observar durante la puesta de sol, cuando el horizonte forma un ángulo de 90° respecto a la dirección del observador hacia el sol. Otro efecto fácilmente observado es la reducción drástica del resplandor de las imágenes del cielo reflejadas sobre superficies horizontales, que es la razón principal por la que a menudo se usan filtros polarizadores en gafas de sol. También puede verse con frecuencia que un filtro polarizador muestre algunos arcoíris a causa de la dependencia del color de los efectos de la birrefringencia, por ejemplo en las ventanas de cristal laminado de los automóviles o en artículos hechos de plástico transparente. El papel desempeñado por la polarización en una pantalla LCD puede verse con unas gafas de cristal polarizado, pudiendo reducir el contraste incluso hasta a hacer la visión de la pantalla ilegible.

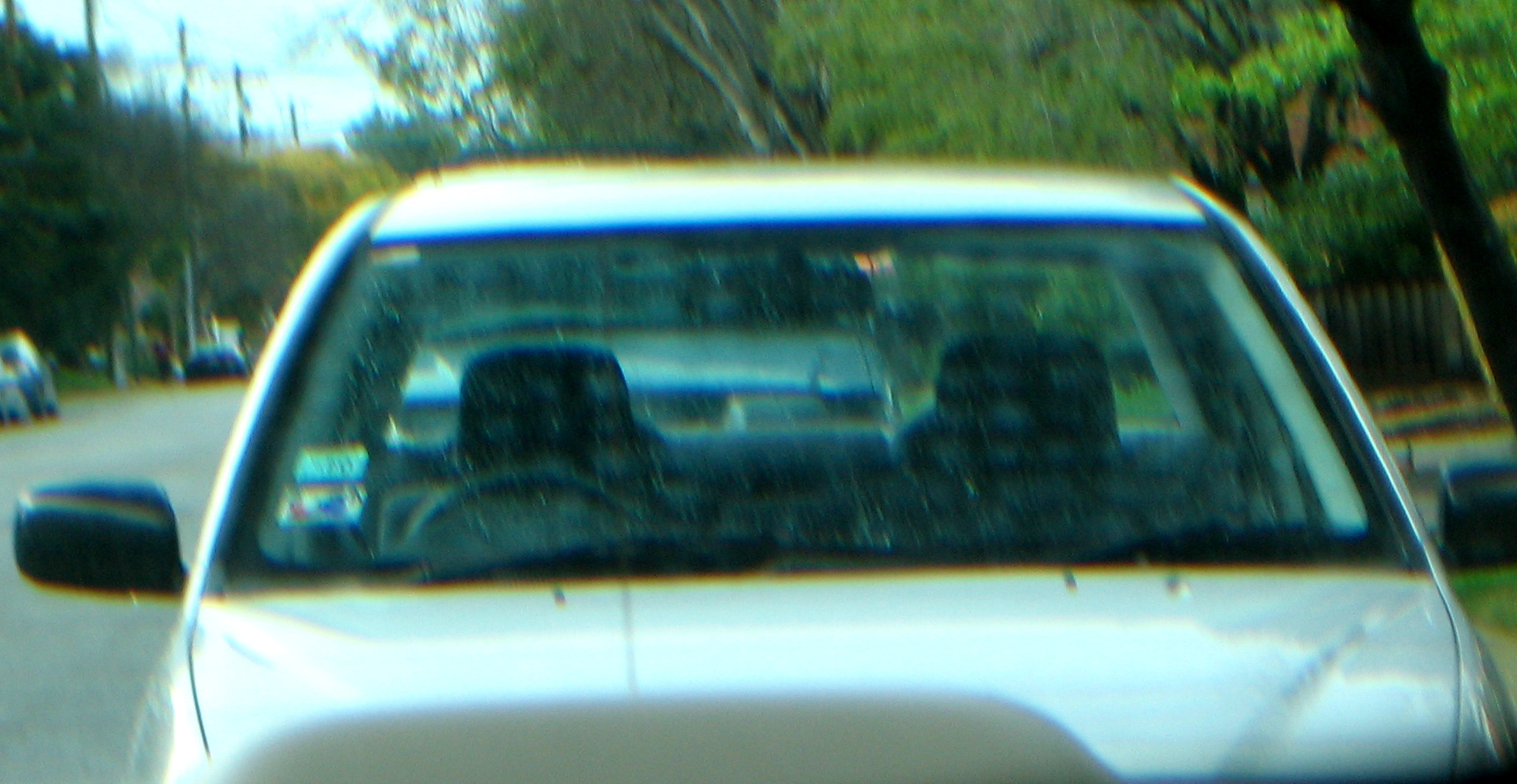
Efecto de un cristal templado sobre la luz polarizada analizado con un filtro polarizador.

En la fotografía de la derecha se ve el parabrisas de un coche a través de la luneta trasera de otro coche situado delante y un filtro polarizador (como el de unas gafas de cristal polarizado). La luz del cielo se refleja en el parabrisas del coche de atrás, haciendo que se polarice la luz reflejada, principalmente con un plano de polarización horizontal. La luneta trasera del coche delantero está fabricada con vidrio templado. Debida al tratamiento térmico del templado en el cristal de la luneta del coche situado delante, el cristal tiene una tensión residual que hace que cambie el ángulo del plano de polarización de la luz que pasa por él. Si no estuviera la luneta trasera, las gafas de sol bloquearían toda la luz polarizada horizontalmente que es reflejada por la ventana del otro coche. Sin embargo, la tensión en la luneta trasera cambia un poco el ángulo del plano de polarización de la luz, con una componente vertical y otra horizontal. La componente vertical no es bloqueada por los cristales de las gafas, percibiéndose la luz reflejada en el parabrisas del coche de atrás.

### Biología
Muchos animales pueden ser capaces de percibir la polarización de luz, usando esa habilidad con objetivos de navegación ya que la polarización lineal de la luz de cielo es siempre perpendicular a la dirección del sol. Esta capacidad es muy común entre los insectos, incluyendo las abejas, que usan esta información para orientar su danza de la abeja. La sensibilidad a la polarización también ha sido observada en especies de pulpo, calamar, sepia y mantis. El rápido cambio en la coloración de la piel de la sepia se usa para la comunicación, polarizando la luz que se refleja sobre ella. La mantis religiosa es conocida por tener un tejido reflexivo selectivo que polariza la luz. Hace tiempo se pensaba que la polarización de la luz del cielo era percibida por las palomas y era una de las ayudas de las palomas mensajeras, pero algunas investigaciones señalan que eso es un mito popular.
El ojo humano es débilmente sensible a la polarización, sin necesidad de la intervención de filtros externos. La luz polarizada crea un dibujo modelo muy débil cerca del campo visual, llamado cepillo de Haidinger. Este dibujo es muy difícil de ver, pero con la práctica uno puede aprender a descubrir la luz polarizada a simple vista.

### Geología
La propiedad de la birrefringencia lineal es común a muchos minerales cristalinos y su estudio ayudó a descubrir el fenómeno de la polarización. En mineralogía, esta propiedad es estudiada con frecuencia usando microscopios de luz polarizada, con el objetivo de identificar minerales.

### Química
La polarización es de principal importancia en la química debido al dicroísmo circular y la rotación del plano de polarización (birrefringencia circular) mostrada por moléculas quirales ópticamente activas. Esta rotación del plano de polarización puede medirse utilizando un polarímetro. 
La polarización también puede observarse en el efecto inductivo o la resonancia de los enlaces o en la influencia de un grupo funcional en las propiedades eléctricas (por ejemplo, el momento dipolar) de un enlace covalente o de un átomo.

### Astronomía
En muchas áreas de la astronomía, el estudio de la radiación electromagnética polarizada del espacio exterior es de gran importancia. Aunque por lo general no se produce en la radiación térmica de las estrellas, la polarización está también presente en la radiación de algunas fuentes astronómicas coherentes (por ejemplo, algunas masas de metanol o de hidróxidos), y de fuentes incoherentes como los grandes lóbulos de radio en galaxias activas, y la radiación pulsatoria de radio (que se especula que pueda ser a veces coherente), y también se impone sobre la luz de las estrellas dispersando polvo interestelar. Aparte del aporte de información sobre las fuentes de radiación y dispersión, la polarización también se utiliza para explorar el campo magnético aplicando el efecto Faraday. La polarización de la radiación de fondo de microondas sirve para estudiar la física del principio del universo. La radiación sincrotrón está severamente polarizada. También usando un filtro polarizador, en el Telescopio Infrarrojo Británico (UKIRT) se ha logrado por vez primera ver con claridad el disco de materia alrededor de un agujero negro, diferenciándolo de las nubes de gas y polvo que lo rodean.

### Tecnología
Las aplicaciones tecnológicas de la polarización están sumamente extendidas. Quizás los ejemplos más comúnmente encontrados son las pantallas de cristal líquido (display clearblack creados por Nokia, con filtros polarizados que permiten mejor la visualización de la pantalla en exteriores con luz natural) (LCD), las gafas de sol de cristal polarizado y los filtros polarizadores utilizados en fotografía.
Todas las antenas transmisoras y receptoras de radiofrecuencia usan la polarización electromagnética, especialmente en las ondas de radar. La mayoría de las antenas irradian ondas polarizadas, ya sea con polarización horizontal, vertical o circular. La polarización vertical es usada más frecuentemente cuando se desea irradiar una señal de radio en todas las direcciones como en las bases de telefonía móvil o las ondas de radio AM. Sin embargo, no siempre se utiliza la polarización vertical. La televisión normalmente usa la polarización horizontal. La alternancia entre polarización vertical y horizontal se utiliza en la comunicación por satélite (incluyendo satélites de televisión) para reducir la interferencia entre señales que tienen un mismo rango de frecuencias, teniendo la separación reducida angular en cuenta entre los satélites.

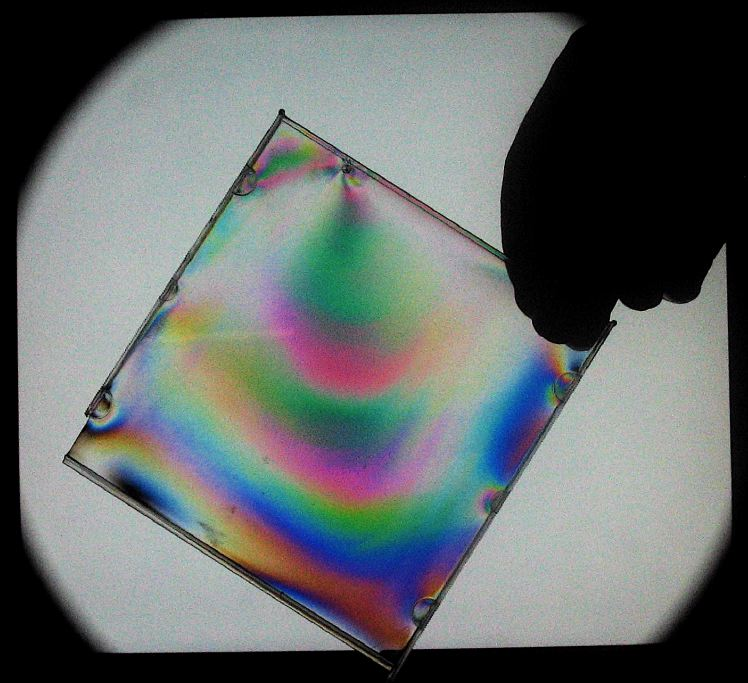
Imagen de un plástico sometido a tensión en un ensayo de fotoelasticidad.

En ingeniería, la relación entre la tensión y la birrefringencia motiva el empleo de la polarización para caracterizar la distribución de tensiones y la tensión en los prototipos usando la técnica de la fotoelasticidad. La muestra a analizar se coloca entre dos filtros polarizadores, el primero hace que la luz que pase por la pieza a ensayar esté polarizada y el segundo descompone la luz. Es un ensayo muy utilizado en aplicaciones de piezas de dos dimensiones.
La polarización en la atmósfera fue estudiada en los años 1950 navegando cerca de los polos campo magnético terrestre cuando ni el el sol ni las estrellas eran visibles (por ejemplo en un día nublado). Se ha sugerido, polémicamente, que los vikingos ya utilizaban espato de Islandia para ver la dirección del sol en días nublados para orientarse durante sus largas expediciones a través el Atlántico Norte entre los siglos IX y X, antes de la llegada de la brújula magnética a Europa en el siglo XII. Uno de los dispositivos más ingeniosos de Charles Wheatstone fue el reloj polar expuesto en la reunión de la British Association for the Advancement of Science en 1848.
La polarización también se utiliza en las películas de cine 3D, en las cuales las imágenes son proyectadas, o bien por dos proyectores diferentes con filtros de polarización ortogonalmente orientados, o bien por un único proyector que proyecta ambas imágenes alternativamente con planos de polarización perpendiculares entre sí mediante un multiplexor. Las gafas con filtros polarizadores orientados de modo similar a los planos de polarización de las imágenes proyectadas aseguran que cada ojo reciba solo la imagen correcta. De igual manera, este efecto también es usado para realizar proyecciones estereoscópicas, ya que no es muy caro de producir y permite realizar visualizaciones de alto contraste. En ambientes donde el espectador se mueve, como en simuladores, a veces se utiliza la polarización circular. Esto permite que la separación de ambos canales (correspondiente a cada uno de los ojos del observador) no se vea afectada por la orientación del observador. El efecto 3-D solo funciona proyectando la imagen sobre una pantalla metálica que mantiene la polarización de los proyectores, mientras que la reflexión sobre una pantalla de proyección normal anularía el efecto.

### Arte
Varios artistas visuales han trabajado con la luz polarizada y materiales birrefringentes para crear imágenes vistosas y cambiantes. La más notable es la artista contemporánea Austine Wood Comarow, cuyos trabajos de arte Polage han sido expuestos en el Museo de la Ciencia (Museum of Science) de Boston, el Museo de Historia Natural y Ciencia de Nuevo México (New Mexico Museum of Natural History and Science) en Albuquerque (Nuevo México), y la Cité des Sciences et de l'Industrie (Ciudad de Ciencia y de Industria) en París. Los trabajos del artista son realizados cortando cientos de pequeños pedazos de celofán y otras películas birrefringentes y laminándolos entre filtros polarizadores planos.